# Condado de Ottawa (Míchigan)
El condado de Ottawa (en inglés: Ottawa County, Míchigan), fundado en 1837, es uno de los 83 condados del estado estadounidense de Míchigan. En el año 2000 tenía una población de 238.314 habitantes con una densidad poblacional de 163 personas por km². La sede del condado es Grand Haven.

## Geografía
Según la Oficina del Censo, el condado tiene un área total de 4227 km² (1632,0 mi²), de la cual 1466 km² (566 mi²) es tierra y 2761 km² (1066,0 mi²) es agua.

### Características Geográficas
- Grand River (Míchigan)

## Condados adyacentes
- Condado de Muskegon norte
- Condado de Kent este
- Condado de Allegan sur
- Condado de Racine suroeste
- Condado de Milwaukee oeste

## Demografía
En el 2000 la renta per cápita promedia del condado era de $52,347, y el ingreso promedio para una familia era de $59,896. El ingreso per cápita para el condado era de $21,676. En 2000 los hombres tenían un ingreso per cápita de $42,180 frente a los $27,965 que percibían las mujeres. Alrededor del 5.50% de la población estaba bajo el umbral de pobreza nacional.

## Lugares

### Ciudades
- Coopersville
- Ferrysburg
- Grand Haven
- Holland
- Hudsonville
- Zeeland

### Villas
- Spring Lake

### Lugar designado por el censo
- Allendale
- Beechwood
- Jenison

### Comunidades no incorporadas
- Drenthe
- Eastmanville
- Marne

### Municipios
| - Municipio de Allendale Charter - Municipio de Blendon - Municipio de Chester - Municipio de Crockery - Municipio de Georgetown Charter | - Municipio de Grand Haven Charter - Municipio de Holland Charter - Municipio de Jamestown Charter - Municipio de Olive | - Municipio de Park - Municipio de Polkton Charter - Municipio de Port Sheldon - Municipio de Robinson | - Municipio de Spring Lake - Municipio de Tallmadge Charter - Municipio de Wright - Municipio de Zeeland Charter |

### Principales carreteras
- I-96
- I-196
- I-196 Business Loop sirve a la ciudad de Holanda.
- US-31
- M-6
- M-11
- M-45
- M-104
- M-121
- A-37
- B-31
- B-35
- B-72